# Medisch kinderdagverblijf
Medisch kinderdagverblijf (afgekort: MKD) is een verzamelnaam voor onder andere verpleegkundig kinderdagverblijf (VKD), orthopedagogisch dagcentrum (ODC), kinderdagcentrum of dagbehandeling.
Kinderen van 0 tot 7 jaar worden hier opgevangen omdat ze meer zorg nodig hebben dan de reguliere opvang kan bieden. Voorbeelden hiervan zijn problemen op het gebied van taal- of spraakachterstand, gedragsproblemen (bijvoorbeeld ADHD of autisme) of problemen in de ontwikkeling.